# جان-لوك ماريون
جان-لوك ماريون (بالفرنسية: Jean-Luc Marion)‏ هو عالم عقيدة وفيلسوف فرنسي، ولد في 3 يوليو 1946 في ميدون في فرنسا.

## وصلات خارجية
- جان-لوك ماريون على موقع إن إن دي بي (الإنجليزية)